# Regionenring
Der Regionenring ist ein Straßenprojekt in Wien und Niederösterreich. Er soll sich aus insgesamt sechs Autobahnen und Schnellstraßen im Umkreis von Wien zusammensetzen und so eine Ringautobahn um die Stadt bilden, welche im Westen bis zur niederösterreichischen Landeshauptstadt St. Pölten reicht.
Der gesamte Regionenring soll rund 195 km umfassen, wobei circa 175 km bereits fertiggestellt sind. Die Gesamtkosten werden mit circa 3,2 Milliarden Euro beziffert. Bei Fertigstellung würde der Ring der zweitlängste Autobahnring Europas nach Berlins Bundesautobahn 10 (196 km) und vor Londons M25 (188 km).

## Projektstatus
Der Großteil des Regionenrings, die Nord-, Süd- und Westumfahrung von Wien sind bereits fertiggestellt. Der letzte bis dato fertiggestellte Streckenabschnitt, die Donaubrücke Traismauer wurde 2010 eröffnet.
Der Bau des letzten Teilstückes, der Ostumfahrung, zwischen Schwechat und Süßenbrunn ist derzeit in Planung. Baubeginn für den Abschnitt Groß-Enzersdorf–Süßenbrunn war für 2017 vorgesehen, die Donau- und Lobauquerung zwischen Groß-Enzersdorf und Schwechat sollte ab 2018 errichtet werden. Die Fertigstellung des gesamten Regionenrings ist für 2025 vorgesehen.
Ziel des Regionenrings ist es, den Durchzugsverkehr von den Wiener Stadtautobahnen, insbesondere der Südosttangente (A23), auf den Autobahnring zu verlagern.
Per 1. Dezember 2021 wurde der Bau des Lobautunnels vom Verkehrsministerium abgesagt, was eine Absage zur Fertigstellung des Regionenrings bedeuten könnte, soweit die gesetzlichen Grundlagen geändert werden.

## Kritik
Bereits zu Beginn des Baus forderte der VCÖ – Mobilität mit Zukunft, keine Umfahrungsstraßen zuzulassen, bevor nicht massiv in den Öffentlichen Verkehr investiert werde. Der Verkehrsexperte Hermann Knoflacher und der Stadtplaner Reinhard Seiß sprechen sich gegen den Regionenring aus, weil nur mehr Verkehrsaufkommen erzeugt werde, dabei aber weitere Dörfer und ländliche Strukturen durch den Pendelverkehr zerstört würden. Das betrifft zu diesem Zeitpunkt vor allem die parallel zur Südosttangente geplante Querung der Lobau mit dem Lobautunnel, die politisch umstritten ist.

## Straßenabschnitte
Der Regionenring umfasst folgende Straßenabschnitte:
| Nr. | Bezeichnung                    | Streckenabschnitt       | KM | Status     |
| --- | ------------------------------ | ----------------------- | -- | ---------- |
| S1  | Wiener Außenring Schnellstraße | Vösendorf – Schwechat   | 16 | in Betrieb |
| S1  | Wiener Außenring Schnellstraße | Schwechat – Süßenbrunn  | 19 | in Planung |
| S1  | Wiener Außenring Schnellstraße | Süßenbrunn – Korneuburg | 24 | in Betrieb |
| A22 | Donauufer Autobahn             | Korneuburg – Stockerau  | 11 | in Betrieb |
| S5  | Stockerauer Schnellstraße      | Stockerau – Jettsdorf   | 34 | in Betrieb |
| S33 | Kremser Schnellstraße          | Jettsdorf – St. Pölten  | 30 | in Betrieb |
| A1  | West Autobahn                  | St. Pölten – Steinhäusl | 23 | in Betrieb |
| A21 | Wiener Außenring Autobahn      | Steinhäusl – Vösendorf  | 38 | in Betrieb |